# Poker Channel
The Poker Channel est une chaîne de télévision anglaise consacrée exclusivement au Poker. Elle est diffusée dans plus de 30 millions de foyers à travers 30 pays différents.
La chaîne est principalement disponible dans les bouquets de télévision numérique, par câble ou satellite. Elle est classifiée dans les guides de programmes comme chaîne de sport ou de divertissement. Elle émet 24h/24h dans tous les pays d’Europe continentale, et 6,5 h/jour au Royaume-Uni et en Irlande de 21 h 30 à 4 h 0 sur la chaîne Sky (canal 166), dans la section « divertissement ».
The Poker Channel a été lancée au Royaume-Uni en mars 2005 et diffuse des programmes consacrés au Poker comme des magazines instructifs, des évènements online, des documentaires, des informations sur le milieu ou les joueurs, ou encore des manifestations majeures comme les tournois à grands enjeux : the World Series of Poker par exemple.

## Histoire
The Poker Channel a été créée en 2005 par Crispin Nieboer, ex-Directeur Commercial à la télévision British Sky, et James Hopkins, producteur de programmes sur le rugby et le poker sur la chaîne Sky Sports’. M. Hopkins fut impliqué dans le succès de la première diffusion en direct d’un tournoi de Poker en l’an 2000 : « The Poker Million ».
La chaîne recruta Chris White, ex cadre au sein de Fremantle, en tant que Directeur Commercial en 2006, afin d’amener la firme à intégrer les marchés européens, asiatiques et latino-américains.
Elle fut diffusée pour la première fois au Royaume-Uni sur le canal 265. Puis, à la suite d'une restructuration du guide des programmes électroniques de Sky en avril 2006, la chaîne s’est retrouvée diffusée sur le canal 844 dans la nouvelle section ‘Gaming and Dating’ (« Jeux et Rencards ») de Sky.
Ce changement fut à l’origine d’une chute d’audience. Afin de faire remonter celle-ci, la chaîne s’est mise à se vendre elle-même en août 2006 comme chaîne sportive (« All in Sport »). Ce changement d’image lui a valu d’être diffusée sur le canal 444 dans la section sportive du guide électronique des programmes de Sky. En revanche, en raison des règles de diffusion du groupe Sky, la chaîne ne fut autorisée à diffuser des programmes relatifs au Poker que 4 à 6 heures par jour.
Le 31 décembre 2006, en raison de ces limitations par rapport aux programmes relatifs au Poker et aux heures de diffusion, la chaîne a cessé d’être diffusée au sein du groupe Sky parmi les chaînes diffusant des programmes 24h/24h.
Le 1er mars 2007, voulant surfer sur la vague de popularité du Poker en Europe, The Poker Channel s’est lancée en tant que chaîne gratuite sur les plates-formes numériques en France (Free et Numericable) et en Allemagne (Kabel BW), et sur les plates-formes satellites en Finlande, en Norvège, en Suisse et au Danemark. Plus tard cette année, The Poker Channel a commencé un partenariat sur le long terme avec la chaîne Sky 166 (Info TV Ltd) afin de diffuser des programmes relatifs au Poker dans un créneau horaire relativement tard (entre 21 h 30 et 4 h 0 du matin). La chaîne diffuse encore aujourd’hui sur cette plage horaire.
Fin 2007, la chaîne a élargi sa distribution vers l’Allemagne (Kabel Deutschland et Unity Media) et s’est lancée via la télévision par câble en Belgique (BeTV et Coditel), au Luxembourg (Coditel), en Islande (Skjarinn), à Malte (Melita Cable) et en Espagne (Imagenio). En 2008, elle a encore agrandi son champ de diffusion en Finlande (Welho, Maxinetti) et s’est lancée aux Pays-Bas (KPN). La chaîne est également disponible dans le bouquet de base de l’UPC (United Pan-Europe Communication), adjacente à Eurosport dans la liste des chaînes. On peut aussi la trouver en Grèce (OnTelecom) ainsi que dans plusieurs pays européens (dont la Suisse) sur le service de TV en ligne Zattoo.
En 2007, la chaîne a également marqué sa présence sur le web en produisant des contenus multimédia tels que des vidéos, diffusées grâce à des partenariats notamment avec YouTube] Dailymotion, Zattoo et Blinkx.
En septembre 2008, The Poker Channel a relancé son site web, PokerChannelEurope.com, en partenariat avec la plate-forme de vidéos en ligne Brightcove. Ce partenariat a facilité la production de contenus vidéo sur le Poker financés par la publicité, et accessibles gratuitement. La chaîne a par ailleurs recruté Paul Sandells en juillet 2008, ancien éditeur du site UK.PokerNews.com, en tant qu’éditeur en chef du site web.
En 2009 et 2010, The Poker Channel a continué à étendre son accessibilité en Europe, via des lancements sur de nombreuses plates-formes numériques, notamment au Portugal (Zon, Meo, Cabovisao) ; en France (Neuf box de SFR) ; en Pologne (Austria Telekom, Vectra et UPC).
La chaîne s’est également rendue accessible pour tous les abonnés de Focussat, DigiTV et UPC Direct en République tchèque, Roumanie, Hongrie, Slovénie et Slovaquie.
En 2010, la chaîne s’est alliée avec les médias latino-américains afin d’être diffusée en espagnol en Argentine et au Mexique.

## Programmes
The Poker Channel diffuse toute une série d’émissions relatives au Poker et achetées partout dans le monde comme : the World Series of Poker, the World Series of Poker Europe, the Aussie Millions, the Irish Open, the Grosvenor UK Poker Tour, the Great British Poker Tour, Poker Island TV, the World Series of Backgammon, the Million Dollar Cash Game, the Poker Nations Cup, World Poker Crown, the World Heads-up Championship et the World Poker Tour.
The Poker channel a par ailleurs commandé ou produit des programmes comme le PokerHeaven.com European Cash Game dans lequel figurait Peter Eastgate, le gagnant des WSOP 2008, ou encore the British Poker Open, 12 Steps to Poker Heaven et the European Poker Masters.
En juillet 2010, la chaîne était diffusée sur les plates-formes TV suivantes :
- au Royaume-Uni sur Sky (166) et Freesat (402) à partir de 10h00
- en Irlande sur Sky (166) à partir de 10h00
- en France sur la Neufbox de SFR (199), la Freebox (145), la Bbox de Bouygues (129), Noos & Numericable (48 et 91)
- en Allemagne sur KDG, KBW, Unity Media, Kabelkiosk, NetCologne, Martens, MNet
- en Belgique sur BeTV et Numericable (187)
- au Luxembourg sur Numericable (199)
- aux Pays-Bas sur UPC Digital (127) et KPN (316)
- au Portugal sur Meo (77), Zon (77), Clix (100) et Cabovisao
- en Espagne sur Imagenio (98)
- en Finlande sur Welho (302) et Canal Digitaal (113)
- en Norvège sur Canal Digitaal (114)
- en Suisse sur Canal Digitaal (114)
- en Islande sur Skjarinn
- au Danemark sur Canal Digitaal (112) et Stofa (37)
- à Malte sur MelitaCable (608)
- en Grèce sur OnTelecom
- à Chypres sur Cablenet
- en Pologne sur Vectra (217), UPC, Elsat (234)
- en Slovenie sur SiOL/ Planet9 (79), Digi TV*
- en Slovaquie sur UPC Direct (91), Orange Slovensko (55), Slovanet, Digi TV*
- en Hongrie sur UPC Direct (91), Digi TV*, Szarvasi (12 sports), Fibernet (410), TV Network (4-Extra), Telework
- en Roumanie sur Focusat, Digi TV*, Mitnet
- en Bulgarie sur Eurocom, Cabletel, Megalan,
- en Serbie sur Posta/ KDS, Ikom, Digi TV* (102)
- en Croatie sur Bnet, Digi TV*
- en République tchèque sur UPC Direct (91), Digi TV*
- en Lettonie sur Lattelecom (410)
- en Autriche sur Telekom Austria (79)
- à Monaco sur Monaco Telekom

La chaîne a également un créneau de trois heures durant la nuit sur CNBC Europe qui diffuse 6 nuits par semaine les programmes de the Poker Channel. Elle a également des partenariats avec d’autres télévisions internationales de sport et de divertissement comme TVC Deportes au Mexique.